# Robeace Abogny
Robeace Abogny er en ivoriansk håndboldspiller. Hun spiller på Elfenbenskystens håndboldlandshold, samt for klubben Bergerac.

## Klubber
- Bergerac

## Meritter
- Bronze ved All Africa Games i 2007 i Algier sammen med Christine Adjouablé, Céline Dongo, Alimata Dosso, Paula Gondo, Rachelle Kuyo, Eulodie Mambo, Robeace Abogny, Mariam Traoré, Nathalie Kregbo, Julie Toualy, Candide Zanzan og Edwige Zady.
- Sølv ved Afrikamesterskabet 2008